# Софттейл (велосипед)
Софтте́йл (от англ. Soft — мягкий и англ. Tail —  задняя часть ) — тип велосипеда с двумя амортизаторами. В отличие от двухподвеса, имеют более короткий ход задней подвески.
Обычно нижние перья софттейла соединены с рамой жестко и могут немного изгибаться в вертикальном направлении, а верхние перья либо так же могут изгибаться, либо соединены с рамой короткоходным амортизатором или другим пружинящим механизмом. Такие подвески не помогают при приземлении с большой высоты, но смягчают езду по неровной дороге.
Сами софттейлы довольно редко встречаются в продаже.